# Русские переводы «Гамлета»

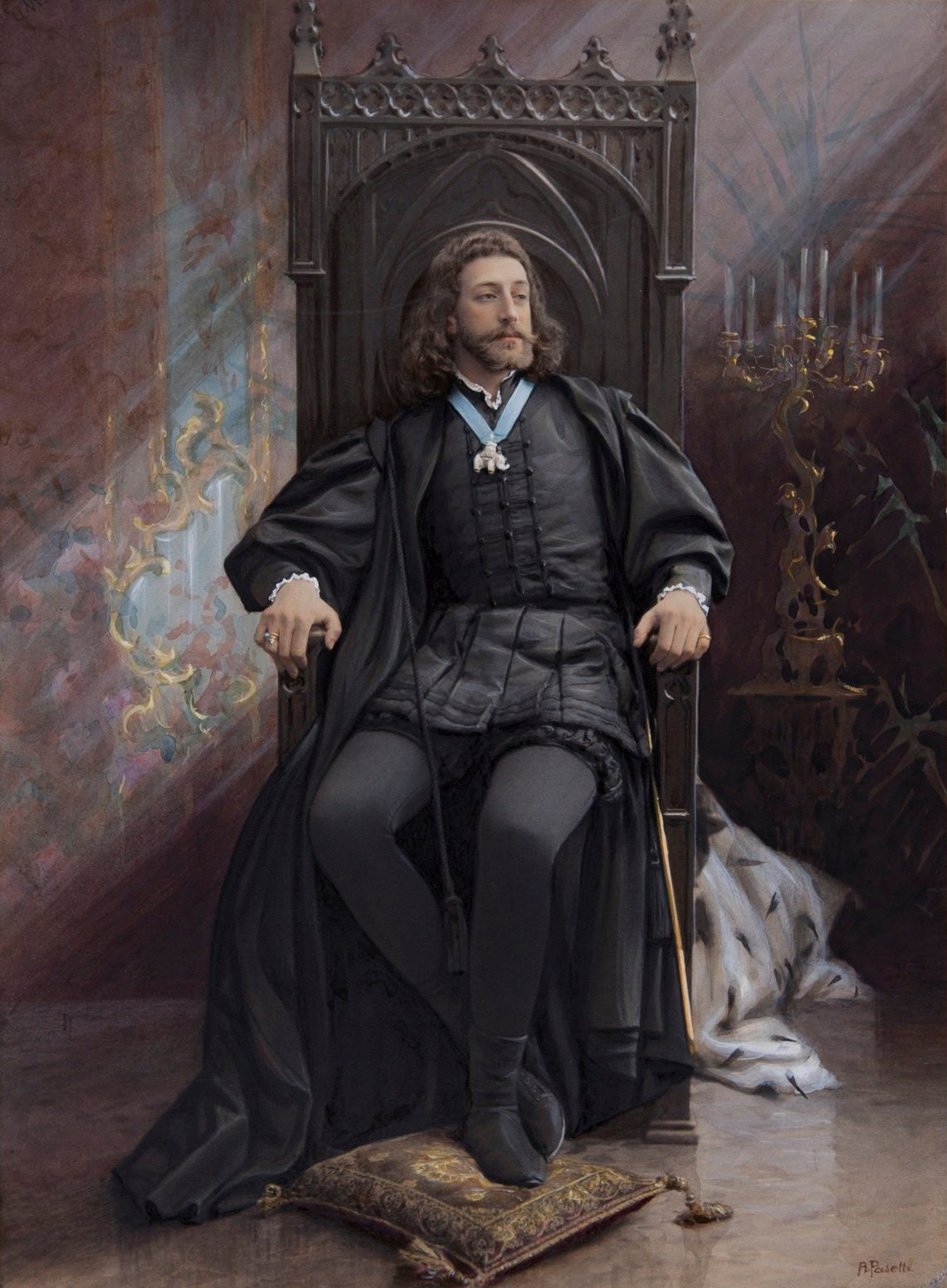
К. Р. — переводчик «Гамлета», в роли Гамлета

На русский язык трагедия Уильяма Шекспира «Гамлет» переводилась многократно. К 2021 году насчитывалось около 50 полных переводов текста. Также отдельно переводят знаменитый монолог «Быть или не быть» (около 50 вариантов) и песенку Офелии.
Из них наиболее известны два, советского периода:
«„Гамлета“ у нас принято читать в переводе Лозинского (буквалистическом), а ставить и экранизировать (или озвучивать зарубежные экранизации) в переводе Пастернака (вольном)».
Согласно мнению филолога Александры Борисенко, занимающейся историей переводческого дела в России и Советском Союзе, такое большое количество переводов произведения (с двумя «каноническими» советскими — Пастернака и Лозинского) является «скорее, исключением из правил» для русской языковой ситуации и подсознательного стремления носителя русской культуры иметь один-единственный главный перевод какого-либо иностранного текста.

## История
Первый перевод «Гамлета» на русский язык, вернее — весьма свободное переложение — это трагедия Сумарокова (1748), сделанная на основе французской пьесы. Но с 1762 года, поскольку возникла ситуация с перехватом престолонаследия Екатериной II у её сына великого князя Павла (которая позже обеспечит ему прозвание «русский Гамлет») сумароковский «Гамлет» совершенно исчез с русской сцены. Произведение возвращается в репертуар только при Александре I, в 1810 году — это переделка уже другой французской пьесы, написанной Дюсисом, сделанная Степаном Висковатовым. Эту ситуацию характеризуют как «перевод-присвоение».
Фактически первым дословным переводом «Гамлета» становится работа Михаила Вронченко (1828), в ней он утвердил новые переводческие принципы. Позже Плетнев писал об этой работе, что «не читавшие подлинника только теперь постигнули, что такое Гамлет и его судьба».
В XIX веке переводы уже делаются с оригинального английского текста, а не опосредованно через французский. Однако эквиритмия — принцип соблюдения сложной метрики Шекспира (пятистопный ямб, белый стих) долгое время в них не соблюдалась, переводчики использовали удобные им размеры, сокращали или раздували текст. Существует также традиция перевода пьесы прозой, если задачей переводчика была особенная точность.
В XIX веке особенной популярностью при постановках в театре пользовался перевод Николая Полевого (1837). По словам шекспироведа А. Н. Горбунова, он «сократил пьесу почти на треть, пригасил шекспировское остроумие, убрал озорную игру слов, сократил всё, что казалось непонятным, непристойным или просто слишком длинным…». Другим вариантам перевода вытеснить Полевого со сцены не получалось, хотя он отличался недостатками и лакунами. В последнюю четверть столетия, по свидетельству Дм. Аверкиева, «были сделаны попытки дополнить и улучшить текст Полевого. Делается это весьма просто: артисты, сверяя перевод Полевого с текстом других переводов, вставляют из них пропущенные Полевым места, или заменяют его стихи выражениями из других переводов, кажущимися им более удачными. (…) Афиша уверяет, что пьеса дается в перевод такого-то, а в сущности текст её составной, из двух, или трех переводов». Заметным конкурентом Полевого был текст Андрея Кронеберга (1844).

### Классические переводы: Лозинский или Пастернак?
В настоящее время наиболее известны советские переводы 1930—1940-х годов, в которых наконец воцарился принцип эквиритмии, был положен конец самоуправству по количеству строк, не совпадающему с оригиналом, и т. п. Это перевод Лозинского (1933), который считается более точным, и более поэтический вариант Пастернака (1941, и далее переделки). Как подытоживает литературный критик Виктор Топоров, «„Гамлета“ у нас принято читать в переводе Лозинского (буквалистическом), а ставить и экранизировать (или озвучивать зарубежные экранизации) в переводе Пастернака (вольном)».
Параллельно двум этим вариантам был создан перевод Анны Радловой (1937). Мейерхольд считал перевод Лозинского «слишком сухим и бескрыло точным», а перевод Радловой называл «безвкусным». Немирович-Данченко отказался от перевода Радловой, посмотрев вариант Пастернака, яростным её обличителем был Корней Чуковский. О Лозинском в «Высоком искусстве» он отзывался так: «Этот перевод можно читать рядом с подлинником, как идеальный подстрочник». Сам Пастернак отзывался о версиях «конкурентов» в официальном предисловии так: «Художественные заслуги Радловой — живость разговорной речи. У неё абсолютный сценический слух, верный спутник драматического дарования, без которого нельзя было бы передать прозаические части диалога так, как справилась с ними она. В смысле близости в соединении с хорошим языком и строгой формой идеален перевод Лозинского. Это и театральный текст и книга для чтения, но больше всего это единственное пособие для изучающего, не знающего по-английски, потому что полнее других даёт понятие о внешнем виде подлинника и его словесном составе, являясь их послушным изображением», в личной же переписке он ругал обоих.
Перевод Пастернака, существующий в нескольких вариантах и интересный с художественной точки зрения, местами довольно сильно отклоняется от оригинала. Его часто критикуют: например, В. Набоков считал вариант Пастернака «вульгарным и невежественным», а вообще его переводы Шекспира (известные своей вольностью) — «невероятно вздорными», сам он предпочитал перевод Кронеберга, полюбившийся ему в детстве. Немецкий режиссёр Петер Штайн, поставивший в 1998 году «Гамлета» в Москве, заявил, что перевод Пастернака не имеет к подлинному «Гамлету» никакого отношения, его собственная постановка в смысле текста представляла собой окрошку из текстов Пастернака, Лозинского и фрагментов, специально заказанных кому-то из околотеатральной публики.

### XXI век: «Плохое фолио» и самоделки
После появления перевода Пастернака почти полвека никто не дерзал браться за этот перевод снова, он «закрыл» эту тему. В XXI веке новых переводов появилось очень много: многие из них откровенно любительские (хотя и напечатаны); создатели других ставили перед собой задачу преодолеть недостатки предшественников — «превзойти Пастернака в точности, а Лозинского — в благозвучности»; третьи руководствуются какими-либо конспирологическими теориями об авторстве (бэконианство, оксфордианство, рэтлендианство), что влияет на итоговый текст.
Наконец, ряд авторов, углубляясь в текстологическую проблематику, создают переводы ранней версии пьесы из «Плохого кварто» («Первого кварто») или делают какие-то комбинированные версии «полной пьесы» на основе нескольких ранних изданий. Группой энтузиастов выпущен перевод «Гамлета» в том виде, как его ставил режиссёр Грегори Доран (по переводу Пастернака, но с изменением реплик, иначе трактованных Дораном).
По мнению шекспироведа Игоря Пешкова, ситуацию с переводами в начале XXI века можно назвать «переводом-паразитированием».

## Список
| №       | Год                                 | Автор                                                              | Название                                                                                                | Примечание | Илл. |
| ------- | ----------------------------------- | ------------------------------------------------------------------ | --- | --- | --- |
|         | Российская империя:                 |                                                                    | | | |
|         | 1748                                | Александр Сумароков                                                | «Гамлет (Переделал с франц. прозаического перевода Делапласа А. П. Сумароков)»                          | Самостоятельное произведение, фактически оно не может рассматриваться как перевод, в частности, Клавдий собирается убить Гертруду, чтобы жениться на Офелии. В основе, видимо — французская пьеса Пьера-Антуана де Лапласа (1707—1793); современники критиковали Сумарокова за то, что он слишком пользовался версией Вольтера. О постановках до 1750 года неизвестно, далее, например, 15 ноября 1750 г. при дворе пьесу репетировали кадеты Сухопутного шляхетского корпуса. | |
|         | 1775                                | «Англоман» (Михаил Плещеев)                                        | | Первый русский перевод Монолога Гамлета, опубликовано в «Письме Англомана к одному из членов Вольного Российского собрания» 1775 года. | |
|         |                                     | Иван Шувалов                                                       | | По свидетельству Новикова, перевел монолог, однако не напечатал, текст был утерян | |
|         | 1810                                | Степан Висковатов                                                  | «Гамлет. Трагедия. В пяти действиях. В стихах. Подражание Шекспиру»                                     | Самостоятельное произведение по мотивам пьесы, написано александрийским стихом. Являлся переделкой пьесы на шекспировский сюжет неоклассической трагедии Жана-Франсуа Дюси (Дюсиса). Премьера состоялась в петербургском театре придворными его величества 28 ноября 1810 года в бенефис А. С. Яковлева. Вариант пьесы пользовался популярностью (до появления текста Полевого). В этом варианте блистали Каратыгин, Семенова. | |
| 1       | 1828                                | Михаил Вронченко (в первых изданиях просто «М. В.»)                | «Гамлет. Трагедия в пяти действиях. Сочинение В. Шекспира. Перевод с английского М. В.»                 | Фрагменты были напечатаны в двух номерах журнала «Московский телеграф» в 1827 году, затем вышло отдельное издание. Первый перевод пьесы, очень точный. Переводчик пользовался британскими изданиями с комментариями непонятных мест. Текст отличался архаичностью языка, и из-за тяжеловесности не был востребован театрами. | |
| 2       | 1837                                | Николай Полевой                                                    | «Гамлет»                                                                                                | Перевод хвалили, именно этот вариант был самым популярным для сценических постановок в XIX веке. Использован удобный для актёров вольный ямб, было много сокращений. Премьера состоялась 22 января 1837 году в Москве на сцене Петровского (Большого) театра в бенефис актёра П. С. Мочалова. В Петербурге главную роль играл Каратыгин. | |
| 3       | 1844                                | Андрей Кронеберг                                                   | «Гамлет»                                                                                                | Автор старался быть точным. Со временем перевод приобрел популярность среди актёров. Этот перевод любил Набоков. | |
| 4       | 1861                                | Михаил Загуляев                                                    | «Гамлет, принц датский»                                                                                 | Перевод был посвящен И.С. Тургеневу. Шел на Императорской Санкт-Петербургской и московской сценах. Главный герой лишен романтического ореола, прозаические куски вышли сильнее поэтических. | |
| 5       | 1873                                | Николай Кетчер                                                     | «Гамлет, принц Датский»                                                                                 | Прозаический перевод (по второму фолио) | |
| 6       | 1878                                | А. М. Данилевский                                                  | «Гамлет, принц Датский»                                                                                 | Прозаический перевод (с подзаголовком «с немецкого по А. В. Шлегелю»). | |
| 7       | 1880                                | Николай Маклаков                                                   | «Гамлет, принц датский»                                                                                 | | |
| 8       | 1883                                | Александр Соколовский                                              | «Гамлет, принц Датский»                                                                                 | Использован прием «разъясняющего перевода», текст непомерно разросся, издано в сборнике пьес «Шекспир в переводе и объяснении А. Л. Соколовского». | |
| 9       | 1889                                | Алексей Месковский                                                 | «Гамлет, принц Датский»                                                                                 | Опубликовано с подзаголовком «перевод и применение к условиям современной сцены», перестроена композиция, укрупнены сцены в соответствии с театральной практикой своего времени, вместо пятистопного ямба — четырёхстопный. | |
| 10      | 1892                                | Пётр Гнедич                                                        | «Гамлет, принц Датский»                                                                                 | Первое издание вышло с сокращениями в 1891 году с пометкой «Издание не предназначено для продажи» в количестве 40 экземпляров. | |
| 11      | 1893                                | Павел Каншин                                                       | «Гамлет, принц Датский»                                                                                 | Прозаический перевод. | |
| 12      | 1895                                | Дмитрий Аверкиев                                                   | «Гамлет, принц датский»                                                                                 | Перевод по второму фолио. Самый прозрачный по стилю из всех переводов XIX века. Вторая редакция — 1917 год. | |
| 13      | 1899                                | К. Р.                                                              | «Трагедия о Гамлете, принце датском»                                                                    | Перевод выполнен шестистопным ямбом. Стиль — сдержанный, мрачный, точный. Автор сам играл Гамлета (во дворцовом театре). Несмотря на то, что автор был Романовым, перевод продолжали публиковать в СССР до 1930-х годов из-за его высокого уровня. | |
|         | 1901                                | Н. А. Толстой                                                      | «Гамлет, принц датский: Сц. I, II, III, IV»                                                             | Переведены и изданы только первые четыре сцены Издано: Москва: типо-литография товарищества И. Н. Кушнерев и К°, 1902. | |
|         | 1904                                | Иван Иванов                                                        | «Гамлет: В изложении и объяснении для семьи и школы И. И. Иванова»                                      | Издано: Вилльям Шекспир. Гамлет: В излож. и объясн. для семьи и шк. И. И. Иванова. — Москва: тип. т-ва И. Д. Сытина, 1904. — 118 с. | |
|         | 1905                                | Николай Карабчевский                                               | Отрывки из «Гамлета», трагедии В. Шекспира                                                              | Издано: Гамлет. Отрывки. Перев. Н. П. Карабчевского. — В кн.: Карабчевский Н. Приподнятая завеса. СПб., 1905, с. 335—350. | |
| 14      | 1907                                | Николай Россов                                                     | «Гамлет (Принц Датский)»                                                                                | Театральный перевод, написанный актёром. | |
|         | Советский Союз (и эмиграция):       |                                                                    | | | |
|         | 1930                                | Иван Аксенов                                                       | | Работал над переводом «Гамлета», фрагменты опубликованы в статьях и книгах, не завершено. Первая попытка перевода на русский язык в Советском Союзе. | |
|         | 1930                                | Владимир Набоков                                                   | | В эмиграции опубликовал в газете «Руль» две сцены из трагедии и центральный монолог «Быть или не быть». | |
|         | 1930                                | Александр Дейч                                                     | «Гамлет. Избранные сцены из трагедии редакция и предисловие Ал. Дейча»                                  | Избранные сцены, в основу русского текста положен перевод Кронеберга, по словам автора, «несколько обновленный и подправленный. Для ясности даем краткий пересказ содержания опущенных нами сцен». Издано: М., Акц. Изд. О-во «Огонек», 1930. | |
| 15      | 1933                                | Михаил Лозинский                                                   | «Гамлет, принц датский»                                                                                 | Премьера 19 мая 1932 г. в Московском Театре им. Евг. Вахтангова, реж. Николай Акимов, с Анатолием Горюновым в заглавной роли. Отдельные сцены для этой эпатажной постановки дописали сатирики Николай Эрдман и Владимир Масс. Музыку сочинил Дмитрий Шостакович. После премьеры разразился скандал, критики постановку и заодно перевод разругали. В настоящий момент считается эталонным. 1-е издание: Трагическая история о Гамлете принце Датском / Шекспир; Пер. М. Лозинского. — М.,- Л.: ГИХЛ, 1933. | |
| 16      | 1937                                | Анна Радлова                                                       | «Гамлет»                                                                                                | Резкий, экспрессивный текст, эмоциональность, меньше поэтичности. Премьера 15 мая 1938 г. в Ленинградском Государственном театре п\р засл. арт. респ. С. Э. Радлова. Музыку для спектакля написал Сергей Прокофьев. После репрессии поэтессы перевод был выведен из употребления. | |
| 17      | 1939 (?)                            | Михаил Морозов                                                     | «Трагедия о Гамлете, принце датском»                                                                    | Прозаический перевод, по замыслу автора-шекспироведа, его целью была не художественность, а семантическая точность. Работа предназначалась к изданию Всероссийским театральным обществом в 1948 году, но это издание не состоялось; первая публикация — 1954 год. | |
| 18      | 1939—1941, позже исправления        | Борис Пастернак                                                    | «Гамлет, принц датский»                                                                                 | Перевод предполагался ещё в 1920-х годах для издательства «Academia», однако проект не получил развития: в 1924 году Пастернак перевел несколько страниц. Затем перевести пьесу Пастернака попросил Мейерхольд, и в январе 1939 года поэт начал работать (его консультировал М. Морозов). Отрывок из второй сцены 3-го действия: «Представление во дворце» был напечатан в «Огоньке» (1939, № 18); но Мейерхольд был арестован, что прервало работу Пастернака. Первая версия, исправленная для МХАТа Немировича-Данченко, была закончена в 1940 году и напечатана в журнале «Молодая гвардия» (1940, № 5-6). Но постановки во МХАТе, которую готовили 2 года, и в главной роли планировался Борис Ливанов, не случилось. Премьера этой версии текста в итоге состоялась в театре «Красный факел», Новосибирск, реж. и исп. гл. роли Серафим Иловайский. Следующая версия текста вышла отдельным изданием в 1941 году в «Гослитиздате» с илл. В. Фаворского. При жизни Пастернака перевод переиздавался 8 раз, всегда с исправлениями, причем автор был лишён возможности свободно выбрать окончательную версию, поэтому какую версию надо считать итоговой и аутентичной — неясно. Всего имеется около 12 вариантов перевода, которые Пастернак делал до своей смерти в 1960 году. В 1954 году состоялась премьера «Гамлета» в постановке Г. Козинцева в Ленинграде, в Государственном драматическом театре им. А. С. Пушкина, с Бруно Фрейндлихом в гл. роли, с музыкой Дм. Шостаковича, худ. Н. Альтман. В Москве же впервые текст со сцены прозвучал в феврале 1946 года — моноспектакль Александра Глумова «Гамлет». | Перевод предполагался ещё в 1920-х годах для издательства «Academia», однако проект не получил развития: в 1924 году Пастернак перевел несколько страниц. Затем перевести пьесу Пастернака попросил Мейерхольд, и в январе 1939 года поэт начал работать (его консультировал М. Морозов). Отрывок из второй сцены 3-го действия: «Представление во дворце» был напечатан в «Огоньке» (1939, № 18); но Мейерхольд был арестован, что прервало работу Пастернака. Первая версия, исправленная для МХАТа Немировича-Данченко, была закончена в 1940 году и напечатана в журнале «Молодая гвардия» (1940, № 5-6). Но постановки во МХАТе, которую готовили 2 года, и в главной роли планировался Борис Ливанов, не случилось. Премьера этой версии текста в итоге состоялась в театре «Красный факел», Новосибирск, реж. и исп. гл. роли Серафим Иловайский. Следующая версия текста вышла отдельным изданием в 1941 году в «Гослитиздате» с илл. В. Фаворского. При жизни Пастернака перевод переиздавался 8 раз, всегда с исправлениями, причем автор был лишён возможности свободно выбрать окончательную версию, поэтому какую версию надо считать итоговой и аутентичной — неясно. Всего имеется около 12 вариантов перевода, которые Пастернак делал до своей смерти в 1960 году. В 1954 году состоялась премьера «Гамлета» в постановке Г. Козинцева в Ленинграде, в Государственном драматическом театре им. А. С. Пушкина, с Бруно Фрейндлихом в гл. роли, с музыкой Дм. Шостаковича, худ. Н. Альтман. В Москве же впервые текст со сцены прозвучал в феврале 1946 года — моноспектакль Александра Глумова «Гамлет». |
|         | 1962                                | Григорий Козинцев                                                  | «Гамлет (принц Датский): по трагедии Вильяма Шекспира. Сценарий и режиссёрская разработка Г. Козинцева» | Режиссёр Козинцев работал с несколькими вариантами перевода Пастернака, как на театральной сцене, так и при съемках фильма (1964). Его компиляция-адаптация напечатана как самостоятельный текст. (Пастернак насчет выбора перевода писал режиссёру: «Я сам не знаю, какую из этих версий выбрать» и предлагал ему комбинировать по желанию). Издано: Гамлет (принц Датский): по трагедии Вильяма Шекспира / сценарий и режиссёрская разработка Г. Козинцева. — Ленинград: Ленфильм, 1962 | Режиссёр Козинцев работал с несколькими вариантами перевода Пастернака, как на театральной сцене, так и при съемках фильма (1964). Его компиляция-адаптация напечатана как самостоятельный текст. (Пастернак насчет выбора перевода писал режиссёру: «Я сам не знаю, какую из этих версий выбрать» и предлагал ему комбинировать по желанию). Издано: Гамлет (принц Датский): по трагедии Вильяма Шекспира / сценарий и режиссёрская разработка Г. Козинцева. — Ленинград: Ленфильм, 1962 |
| 19      | 1983                                | С. Джусуев                                                         | «Гамлет»                                                                                                | Издано: Фрунзе: Кыргызстан, 1983. — 221 с. | Издано: Фрунзе: Кыргызстан, 1983. — 221 с. |
| 20      | 1985-6                              | Александр Николаевич Баранов                                       | «Трагическая История о ГАМЛЕТЕ, Принце Датском. Уильяма Шекспира»                                       | Перевод по тексту «Плохого кварто». Выполнен по просьбе А. Аникста для предполагавшегося тома «Гамлет» в «Литературных памятниках» (не опубликовано). Был рассчитан на сопоставление с переводом Лозинского (который должен был стать основным текстом в книге). Все места, совпадающие в оригинале с шекспировской пьесой, оставлены по возможности в переводе Лозинского. | Перевод по тексту «Плохого кварто». Выполнен по просьбе А. Аникста для предполагавшегося тома «Гамлет» в «Литературных памятниках» (не опубликовано). Был рассчитан на сопоставление с переводом Лозинского (который должен был стать основным текстом в книге). Все места, совпадающие в оригинале с шекспировской пьесой, оставлены по возможности в переводе Лозинского. |
| 21      | 1990                                | Юрий Иосифович Лифшиц                                              | «Гамлет, принц Датский»                                                                                 | Перевод шёл на сцене Челябинского ТЮЗа в сезонах 1991/2, 1992/3 гг. Издано: Пьесы. СПб.: Водолей, 2017 г., ISBN 978-5-91763-383-1. | Перевод шёл на сцене Челябинского ТЮЗа в сезонах 1991/2, 1992/3 гг. Издано: Пьесы. СПб.: Водолей, 2017 г., ISBN 978-5-91763-383-1. |
|         | Российская Федерация (и эмиграция): |                                                                    | | | |
| театр.  | 1998                                | Аркадий Застырец                                                   | «Гамлет. Эксцентрическая комедия в пяти действиях»                                                      | Первая редакция — 1998; вторая редакция — 2015 (?), опубликована на Ридеро (ISBN 978-5-4474-0404-8). Шутливая переделка в манере «Энеиды» Котляревского, с экспрессивными словами и выражениями типа «японский бог!», в конце хэппи-энд. Комедия послужила основой либретто оперы Владимира Кобекина «Гамлет, принц датский, трагедия российская», в 2009 поставленной в Московском музыкальном театре им. Станиславского и Немировича-Данченко. Вайль оценил текст высоко, другие критики, в основном екатеринбуржские, тоже. | Первая редакция — 1998; вторая редакция — 2015 (?), опубликована на Ридеро (ISBN 978-5-4474-0404-8). Шутливая переделка в манере «Энеиды» Котляревского, с экспрессивными словами и выражениями типа «японский бог!», в конце хэппи-энд. Комедия послужила основой либретто оперы Владимира Кобекина «Гамлет, принц датский, трагедия российская», в 2009 поставленной в Московском музыкальном театре им. Станиславского и Немировича-Данченко. Вайль оценил текст высоко, другие критики, в основном екатеринбуржские, тоже. |
|         | 1999                                | Виталий Нахимович Рапопорт                                         | «Трагедия Гамлета, Принца Датского»                                                                     | Вероятно, любительский перевод, был опубликован в сети. Издано: Трагедия Гамлета, Принца Датского / Вильям Шекспир; пер. Виталия Рапопорта. — New York: RMCS, 1999. — 126 л. | Вероятно, любительский перевод, был опубликован в сети. Издано: Трагедия Гамлета, Принца Датского / Вильям Шекспир; пер. Виталия Рапопорта. — New York: RMCS, 1999. — 126 л. |
|         | 2001                                | Виталий Поплавский                                                 | «Трагическая история Гамлета, датского принца»                                                          | По мнению рецензента, Поплавский «весело переводил „Гамлета“ на язык массовой коммуникации начала ХХI в.» Издано: М.: «Журавлев», 2001. ISBN 5-94775-001-5 | По мнению рецензента, Поплавский «весело переводил „Гамлета“ на язык массовой коммуникации начала ХХI в.» Издано: М.: «Журавлев», 2001. ISBN 5-94775-001-5 |
|         | 2001                                | Надежда Дмитриевна Коршунова                                       | Hamlet: Перевод пьесы В. Шекспира «Hamlet, prince of Denmark». «Этюды». Экскурсы в текст…               | По мнению шекспироведов, любительский перевод. Представляет собой подстрочник, имеющий слабое отношение к оригинальному тексту и вообще к логике русского языка, как пишет рецензент, «для перевода она использует все известные ей языки: живые, мертвые, гипотетические. И переводит она в основном на язык своих потаенных мыслей», комментарии в приложении «чудовищно заносчивы». Издано: Hamlet. Перевод пьесы В.Шекспира «Hamlet, prince of Denmark». «Этюды». Экскурсы в текст... — Иваново: Издательство «Иваново», 2001, 324 с., ISBN 5-85229-031-9 | По мнению шекспироведов, любительский перевод. Представляет собой подстрочник, имеющий слабое отношение к оригинальному тексту и вообще к логике русского языка, как пишет рецензент, «для перевода она использует все известные ей языки: живые, мертвые, гипотетические. И переводит она в основном на язык своих потаенных мыслей», комментарии в приложении «чудовищно заносчивы». Издано: Hamlet. Перевод пьесы В.Шекспира «Hamlet, prince of Denmark». «Этюды». Экскурсы в текст... — Иваново: Издательство «Иваново», 2001, 324 с., ISBN 5-85229-031-9 |
| театр.  | 2002                                | Андрей Чернов                                                      | «Трагедия Гамлета, принца Датского»                                                                     | Перевод сделан по тексту Второго кварто и Первого фолио, как пишет автор: «выбор варианта каждый раз определялся доступной моему пониманию логикой развития сюжета». Текст дополнен беседами переводчика с различными специалистами. По мнению рецензента, перевод отличается претенциозностью, «постмодернистскими поползновениями, якобы научными, якобы художественными», его можно назвать «криптопереводом». Премьера состоялась в 2002 году на сцене Театра Станиславского в постановке Дмитрия Крымова; также поставлен Театром им Ермоловой (реж. Валерий Саркисов). Издано: Москва-Париж. 2002. После этого опубликовано несколько новых редакций перевода. | Перевод сделан по тексту Второго кварто и Первого фолио, как пишет автор: «выбор варианта каждый раз определялся доступной моему пониманию логикой развития сюжета». Текст дополнен беседами переводчика с различными специалистами. По мнению рецензента, перевод отличается претенциозностью, «постмодернистскими поползновениями, якобы научными, якобы художественными», его можно назвать «криптопереводом». Премьера состоялась в 2002 году на сцене Театра Станиславского в постановке Дмитрия Крымова; также поставлен Театром им Ермоловой (реж. Валерий Саркисов). Издано: Москва-Париж. 2002. После этого опубликовано несколько новых редакций перевода. |
|         | 2003, 2010                          | Игорь Валентинович Пешков                                          | «Гамлет: в поисках подлинника»                                                                          | Сверяет расходящиеся тексты Первого и Второго фолио. Сторонник теории оксфордианства. Издано: М., Лабиринт, 2003. ISBN 5-87604-150-5; следующее издание: Шекспир. Гамлет. Перевод-исследование И. В. Пешкова. М.: Лабиринт, 2009. ISBN 978-5-87604-208-8 | Сверяет расходящиеся тексты Первого и Второго фолио. Сторонник теории оксфордианства. Издано: М., Лабиринт, 2003. ISBN 5-87604-150-5; следующее издание: Шекспир. Гамлет. Перевод-исследование И. В. Пешкова. М.: Лабиринт, 2009. ISBN 978-5-87604-208-8 |
| детский |                                     | Мария Вербина                                                      | | Перевод на русский произаического пересказа Шекспира для детей «Tales from Shakespeare», сделанного в 1807 году братом и сестрой Чарлзом и Мэри Лэм. Издано: «Уильям Шекспир. Комедии и трагедии. Пересказали Чарлз и Мэри Лэм». Б. С. Г.-Пресс, 2006. ISBN 5-93381-221-8 | Перевод на русский произаического пересказа Шекспира для детей «Tales from Shakespeare», сделанного в 1807 году братом и сестрой Чарлзом и Мэри Лэм. Издано: «Уильям Шекспир. Комедии и трагедии. Пересказали Чарлз и Мэри Лэм». Б. С. Г.-Пресс, 2006. ISBN 5-93381-221-8 |
|         | 2006-7                              | Андрей Александрович Пустогаров                                    | «Гамлет, трагедия наследника Дании»                                                                     | Перевод был опубликован в сети. | Перевод был опубликован в сети. |
|         | 2008                                | Сергей Степанов                                                    | «Гамлет»                                                                                                | Выполнен на основе парашекспироведческой теории (рэтлендианство), по мнению рецензента шедевром не стал. Позже переводчик выпустит ещё один вариант (см. 2017). Издано: Гамлет, принц Датский. Сонеты. СПб., Амфора, 2008. ISBN 978-5-367-00644-5 | Выполнен на основе парашекспироведческой теории (рэтлендианство), по мнению рецензента шедевром не стал. Позже переводчик выпустит ещё один вариант (см. 2017). Издано: Гамлет, принц Датский. Сонеты. СПб., Амфора, 2008. ISBN 978-5-367-00644-5 |
|         | 2009                                | Анатолий Рафаилович Агроскин                                       | «Трагедия о Гамлете, принце Датском»                                                                    | Перевод был опубликован в сети. Рифмованный, по подстрочному переводу М. М. Морозова | Перевод был опубликован в сети. Рифмованный, по подстрочному переводу М. М. Морозова |
| детский | 2009                                | Афанасьева О. В. и др.                                             | «Гамлет: По У. Шекспиру»                                                                                | «Книга для чтения. 11 класс». Сокращенный текст, пользуется большой востребованностью, переиздается практически ежегодно. 1-е издание: Гамлет: По У. Шекспиру: книга для чтения. 11 класс: пособие для учащихся общеобразовательных учреждений / Шекспир Уильям; [пересказ О. В. Афанасьевой и др.]. — Москва: Express Publishing: Просвещение, 2009. — 70 с. (Английский в фокусе); ISBN 978-5-09-018404-5 | «Книга для чтения. 11 класс». Сокращенный текст, пользуется большой востребованностью, переиздается практически ежегодно. 1-е издание: Гамлет: По У. Шекспиру: книга для чтения. 11 класс: пособие для учащихся общеобразовательных учреждений / Шекспир Уильям; [пересказ О. В. Афанасьевой и др.]. — Москва: Express Publishing: Просвещение, 2009. — 70 с. (Английский в фокусе); ISBN 978-5-09-018404-5 |
| театр.  | 2009-2010 (?)                       | Вадим Леванов                                                      | «Гамлет»                                                                                                | По заказу режиссёра Валерия Фокина выполнил «драматическую адаптацию» текста, акцентирующую внимание на современном восприятии старой истории. По словам рецензента «НГ»: «не новый перевод, а отчасти свои фантазии на сюжет „Гамлета“», «публика смотрела вроде бы знакомую шекспировскую трагедию и не знала, чем она кончится, как повернется». | По заказу режиссёра Валерия Фокина выполнил «драматическую адаптацию» текста, акцентирующую внимание на современном восприятии старой истории. По словам рецензента «НГ»: «не новый перевод, а отчасти свои фантазии на сюжет „Гамлета“», «публика смотрела вроде бы знакомую шекспировскую трагедию и не знала, чем она кончится, как повернется». |
| театр.  | 2010                                | Алексей Цветков                                                    | «Гамлет»                                                                                                | Перевод выполнен, с парой мелких отступлений, по версии Шекспировской Фолджеровской библиотеки в столице США под редакцией Барбары Моуэт и Пола Верстлайна. Отрывок из перевода опубликован в 2008 году в журнале «Новый мир». Далее, по словам автора, перевод дорабатывался. Перевод осуждали за дилетантский буквализм, ошибки и проч. Свою задачу автор формулировал как «превзойти Пастернака в точности, а Лозинского — в благозвучности», по мнению рецензента, с ней он не справился, вышло холодно и скучно. Ставился на сцене несколько раз. Издание: Макбет. Гамлет / Macbeth. Hamlet. «Новое издательство», М., 2010. ISBN 978-5-98379-137-4 | Перевод выполнен, с парой мелких отступлений, по версии Шекспировской Фолджеровской библиотеки в столице США под редакцией Барбары Моуэт и Пола Верстлайна. Отрывок из перевода опубликован в 2008 году в журнале «Новый мир». Далее, по словам автора, перевод дорабатывался. Перевод осуждали за дилетантский буквализм, ошибки и проч. Свою задачу автор формулировал как «превзойти Пастернака в точности, а Лозинского — в благозвучности», по мнению рецензента, с ней он не справился, вышло холодно и скучно. Ставился на сцене несколько раз. Издание: Макбет. Гамлет / Macbeth. Hamlet. «Новое издательство», М., 2010. ISBN 978-5-98379-137-4 |
|         | 2010                                | Валерий Зосимович Ананьин                                          | «Трагическая история Гамлета, принца Датского»                                                          | Для перевода использована книга W. Shakespeare. Hamlet, Prince of Denmark. М., 1939 (комментарий и словарь М. М. Морозова), несколько английских и американских изданий свода «канона» и тексты первопечатных изданий. Деление по актам нестандартное — три вместо пяти, изменено количество и нумерация сцен. Снабжен обширным комментарием, который высоко оценили российские шекспироведы. Издано: Шекспир У. Гамлет / пер. с англ. В. Ананьина / Валерий Ананьин. Записи на полях перевода. Петрозаводск : Изд-во ПетрГУ, 2010. 408 с. ISBN 978-5-8021-1117-8. | Для перевода использована книга W. Shakespeare. Hamlet, Prince of Denmark. М., 1939 (комментарий и словарь М. М. Морозова), несколько английских и американских изданий свода «канона» и тексты первопечатных изданий. Деление по актам нестандартное — три вместо пяти, изменено количество и нумерация сцен. Снабжен обширным комментарием, который высоко оценили российские шекспироведы. Издано: Шекспир У. Гамлет / пер. с англ. В. Ананьина / Валерий Ананьин. Записи на полях перевода. Петрозаводск : Изд-во ПетрГУ, 2010. 408 с. ISBN 978-5-8021-1117-8. |
|         | 2010                                | Ирина Евса                                                         | «Трагедия о Гамлете»                                                                                    | Компиляция от лауреата антипремии «Абзац» за «передранные» переводы. С подзаголовком «Современная поэтическая версия Ирины Евсы», использован не защищенный авторскими правами перевод К. Р. Издано: Трагедии. АСТ. Астрель, М., 2010. ISBN 978-5-17-067831-0, 978-5-271-28532-5 | Компиляция от лауреата антипремии «Абзац» за «передранные» переводы. С подзаголовком «Современная поэтическая версия Ирины Евсы», использован не защищенный авторскими правами перевод К. Р. Издано: Трагедии. АСТ. Астрель, М., 2010. ISBN 978-5-17-067831-0, 978-5-271-28532-5 |
|         | 2012                                | Отари Захарович Кандауров                                          | «Трагедия Гамлета, принца Датского»                                                                     | Антистратфордианский перевод с добавлением карт Таро и розенкрейцерства. Проиллюстрировано автором. Издано: Шекспир, Уильям. Трагедия Гамлета, принца Датского. Пер. с англ. О. Кандауров // Кандауров О. З. Потрясающий копьем : чудо английских розенкрейцеров / Отари Кандауров. — Москва : Государственный центральный театральный музей им. А. А. Бахрушина, 2012. — С. 186—309. | Антистратфордианский перевод с добавлением карт Таро и розенкрейцерства. Проиллюстрировано автором. Издано: Шекспир, Уильям. Трагедия Гамлета, принца Датского. Пер. с англ. О. Кандауров // Кандауров О. З. Потрясающий копьем : чудо английских розенкрейцеров / Отари Кандауров. — Москва : Государственный центральный театральный музей им. А. А. Бахрушина, 2012. — С. 186—309. |
|         | 2013                                | Ашот Сагратян                                                      | «Гамлет, принц Душевной Смуты»                                                                          | По словам автора, он видел свою задачу в придании трагедии ритмики. Издано: М., Наука, 2013. ISBN 978-5-905999-10-9 | По словам автора, он видел свою задачу в придании трагедии ритмики. Издано: М., Наука, 2013. ISBN 978-5-905999-10-9 |
| театр.  | 2013                                | Ася Волошина                                                       | «Гамлет»                                                                                                | Перевод, выполненный для постановки в самарском театре «СамАрт» режиссёром Анатолием Праудиным. По отзыву критика: «герои изъясняются куртуазно-манерным языком нового подстрочника, заставляющего заподозрить великого барда (как и Клавдия-Гертруду-Полония и пр.) в увлечении салонной псевдопоэзией и причастности к сайту Поэзия. Ру. При этом Гамлет до поры до времени произносит слова Пастернака». | Перевод, выполненный для постановки в самарском театре «СамАрт» режиссёром Анатолием Праудиным. По отзыву критика: «герои изъясняются куртуазно-манерным языком нового подстрочника, заставляющего заподозрить великого барда (как и Клавдия-Гертруду-Полония и пр.) в увлечении салонной псевдопоэзией и причастности к сайту Поэзия. Ру. При этом Гамлет до поры до времени произносит слова Пастернака». |
|         | 2014                                | Ирина Тюрикова                                                     | «Трагедия о Гамлете, принце Дании»                                                                      | Любительский перевод от игрока «Брейн-ринга» и «Своей игры». Издано: М.: Типография «Ваш формат», 2014. ISBN 978-5-9905971-8-1 | Любительский перевод от игрока «Брейн-ринга» и «Своей игры». Издано: М.: Типография «Ваш формат», 2014. ISBN 978-5-9905971-8-1 |
| театр.  | 2015                                | Андрей Корчевский                                                  | «Трагическая история Гамлета, принца Датского. Первое кварто»                                           | Перевод по тексту «Плохого кварто». Издано с параллельным английским текстом и с послесловием Марины Литвиновой: Трагическая история Гамлета, принца датского. Первое кварто (1603). — М.: Текст, 2016. — 269 с. ISBN 978-5-7516-1359-4. 2-е изд.: Москва : Текст, 2019. ISBN 978-5-7516-1518-5. Премьера — в Нижнем Новгороде, в театре «Вера», режиссёр Владимир Червяков, 2019. | Перевод по тексту «Плохого кварто». Издано с параллельным английским текстом и с послесловием Марины Литвиновой: Трагическая история Гамлета, принца датского. Первое кварто (1603). — М.: Текст, 2016. — 269 с. ISBN 978-5-7516-1359-4. 2-е изд.: Москва : Текст, 2019. ISBN 978-5-7516-1518-5. Премьера — в Нижнем Новгороде, в театре «Вера», режиссёр Владимир Червяков, 2019. |
|         | 2016                                | Валентин Станиславович Герман                                      | «„Гамлет“ У. Шекспира. В новом русском переводе с историческим и режиссёрским комментарием»             | Перевод, сделанный бэконианцем. Издано: М., У Никитских ворот, 2016. ISBN 978-5-00-095115-6 | Перевод, сделанный бэконианцем. Издано: М., У Никитских ворот, 2016. ISBN 978-5-00-095115-6 |
|         | 2016                                | Алексей Борисович Козлов                                           | «Гамлет, принц датский»                                                                                 | Издано: Екатеринбург: Издательские решения, 2019. ISBN 978-5-4474-9983-9 | Издано: Екатеринбург: Издательские решения, 2019. ISBN 978-5-4474-9983-9 |
|         | 2017                                | Сергей Степанов                                                    | Плохой «Гамлет»                                                                                         | Перевод по тексту «Плохого кварто». Вторая книга Степанова на ту же тему (про первую см. 2008). Автор — рэтлендианец, опровергает официальные теории о личности Шекспира, что влияет на его перевод, по мнению рецензента автор уделяет слишком большое внимание решению «шарад» и у него встречается слишком много произвола. Издание напечатано с комментариями прямо в тексте: С. Степанов. Плохой «Гамлет». СПб.: Пальмира, 2017. ISBN 978-5-521-00240-5 | Перевод по тексту «Плохого кварто». Вторая книга Степанова на ту же тему (про первую см. 2008). Автор — рэтлендианец, опровергает официальные теории о личности Шекспира, что влияет на его перевод, по мнению рецензента автор уделяет слишком большое внимание решению «шарад» и у него встречается слишком много произвола. Издание напечатано с комментариями прямо в тексте: С. Степанов. Плохой «Гамлет». СПб.: Пальмира, 2017. ISBN 978-5-521-00240-5 |
| детский | 2018                                | А. В. Глебовская, Н. С. Сечкина                                    | | Перевод на русский произаического пересказа Шекспира для детей «Tales from Shakespeare», сделанного в 1807 году братом и сестрой Чарлзом и Мэри Лэм. Издано: Чарльз Лэм, Мэри Лэм. Шекспир в рассказах для детей. Москва : Издательский дом Мещерякова, 2018. ISBN 978-5-00-108249-1 | Перевод на русский произаического пересказа Шекспира для детей «Tales from Shakespeare», сделанного в 1807 году братом и сестрой Чарлзом и Мэри Лэм. Издано: Чарльз Лэм, Мэри Лэм. Шекспир в рассказах для детей. Москва : Издательский дом Мещерякова, 2018. ISBN 978-5-00-108249-1 |
|         | 2018                                | Александр Скальв                                                   | «Гамлет»                                                                                                | Издано: М., Издательские решения, 2021. ISBN 978-5-00-530549-7 (печать по требованию). | Издано: М., Издательские решения, 2021. ISBN 978-5-00-530549-7 (печать по требованию). |
|         | 2018 (?)                            | Кирилл Алексеевич Шатилов                                          | Уильям Шейк-Спир. «Гамлет. Первый рифмованный перевод Кирилла Шатилова»                                 | Рифмованная версия. Электронная версия доступна на Ридеро и других подобных сайтах. ISBN 978-5-4498-1070-0 | Рифмованная версия. Электронная версия доступна на Ридеро и других подобных сайтах. ISBN 978-5-4498-1070-0 |
|         | 2019 (?)                            | Кирилл Алексеевич Шатилов                                          | «Гамлет Уильяма Шейкспира: в правильном переводе с комментариями»                                       | Издано с предисловием Евгения Понасенкова: Москва: АСТ, Времена, 2021 (Серия «Коллекционная книга»). ISBN 978-5-17-108210-9. Также Шатиловым написана книга «„Гамлет“: Литературный детектив. На основе нового, правильного перевода», которая на сайте автора описывается так: «Попытка совместить поэзию, мудрость и шифры „Гамлета“ на русском языке предпринята впервые». | Издано с предисловием Евгения Понасенкова: Москва: АСТ, Времена, 2021 (Серия «Коллекционная книга»). ISBN 978-5-17-108210-9. Также Шатиловым написана книга «„Гамлет“: Литературный детектив. На основе нового, правильного перевода», которая на сайте автора описывается так: «Попытка совместить поэзию, мудрость и шифры „Гамлета“ на русском языке предпринята впервые». |
|         | 2019                                | Иван Николаевич Диденко                                            | «Гамлет»                                                                                                | Перевод, выкладывавшийся в сеть по мере готовности. Сопровождался видеолекциями Диденко на ютубе, поддержан Дмитрием Пучковым. Доступен в виде электронной книги, а также на бумаге в формате «печать по требованию». | Перевод, выкладывавшийся в сеть по мере готовности. Сопровождался видеолекциями Диденко на ютубе, поддержан Дмитрием Пучковым. Доступен в виде электронной книги, а также на бумаге в формате «печать по требованию». |
|         | 2020                                | Николай Николаевич Самойлов                                        | «Гамлет»                                                                                                | М.: ООО «ЛитРес», 2020 г. ISBN 978-5-532-03965-0 (печать по требованию). На обложке напечатано «обыщите интернет лучше не было и нет» (авторская орфография и пунктуация сохранены). Самойлов — также автор детективного произведения «Новый Гамлет», в котором он пытается разгадать, кто на самом деле убийца. Как он пишет сам во вступлении о своей пьесе: «Она получилась круче Шекспировской. (…) Эта трагедия — царь детективов». | М.: ООО «ЛитРес», 2020 г. ISBN 978-5-532-03965-0 (печать по требованию). На обложке напечатано «обыщите интернет лучше не было и нет» (авторская орфография и пунктуация сохранены). Самойлов — также автор детективного произведения «Новый Гамлет», в котором он пытается разгадать, кто на самом деле убийца. Как он пишет сам во вступлении о своей пьесе: «Она получилась круче Шекспировской. (…) Эта трагедия — царь детективов». |
| театр.  | 2021                                | Перевод — Ростислав Орел, сценическая редакция пьесы — Влад Фурман | «Гамлет»                                                                                                | Подстрочный прозаический перевод, сделанный для спектакля «Русской антрепризы имени Андрея Миронова», режиссёр Влад Фурман. | Подстрочный прозаический перевод, сделанный для спектакля «Русской антрепризы имени Андрея Миронова», режиссёр Влад Фурман. |
|         | 2023                                | Фёдор Александрович Бавтриков                                      | «Гамлет»                                                                                                | Перевод, выполненный профессиональным актером. Озаглавлен, как «стихотворный перевод с восходящей рифмой». Доступен на ЛитРес. | |
|         | 2025                                | Григорий Михайлович Кружков                                        | «Гамлет, принц Датский»                                                                                 | | |

### Сборники переводов
- Шекспир, В. Гамлет, принц Датский: трагедия в пяти действиях Виллиама Шекспира; пер. с англ. Н. А. Полевого; с доп. и вариантами по переводам Вронченко, Кронеберга, Кетчера, Соколовскаго, К. Р. и др. и характеристиками Гамлета и других лиц трагедии — Гёте, Шлегеля, Эльце, Кольриджа, Рёскина, Мезьера и др. — 8-е изд. — Санкт-Петербург: Изд. А. С. Суворина, 1910.
- Шекспир У. Гамлет. Избранные переводы: сб. Сост., предисл. и коммент. А. Н. Горбунова. М., 1985.
- Шекспир В. Собрание сочинений (Сост. И. Шайтанов). Т. 8. «Гамлет» в русских переводах XIX—XX веков. — М.: Интербук, 1997. — 669, [2] с.; ISBN 5-88589-033-1
- «Гамлет» Бориса Пастернака: Версии и варианты перевода шекспировской трагедии / Составление и подготовка текста В. Поплавского. — М.; СПб, 2002.
- Шекспир У. Гамлет: антология русских переводов : 1828—1880 / сост. В. Р. Поплавского. М.: Совпадение, 2006.
- Шекспир У. Гамлет: антология русских переводов: 1883—1917 / сост. В. Р. Поплавского. М.: Совпадение, 2006.
- «Быть иль не быть, — вопрос весь в том…»: «Гамлет» в переводах XIX — начала XX вв. / подгот. текста и предисл. В. Р. Поплавского // Литературная учёба. 2005. № 4. С. 85-145.
- Гамлет: Вариации: По страницам русской поэзии / Сост. Ю. А. Рознатовской; Отв. ред. Г. Фридштейн; Вступ. ст. А. А. Демахина. — М.: Центр книги Рудомино, 2012. — ISBN 978-5-905626-06-7.
- Шекспир У. Великие трагедии в русских переводах. Гамлет / сост., предисл. и комм. В. Р. Поплавского. М.: ПРОЗАиК, 2014.
- «Hamlet» эпохи русского классицизма. Изд. подготовил В. Ф. Шевченко. М., Лабиринт, 2014. Тираж 150 экз.. ISBN 978-5-87604-263-7

### Исследования
- Алексеев М. П. «Шекспир и русская культура». М. ; Л. : Наука, 1965.
- Бардовский А. Русский Гамлет. Восемнадцатый век. «Русское прошлое. Исторический сборник», вып. 4, Пгр., 1923
- Гамлет на сценах российских театров / Сост. Л. Гостынская. — Москва : Галерия, 2014. ISBN 978-5-904170-25-7
- Гамлет: учебное пособие / М-во образования и науки РФ, Вологодский гос. пед. ун-т; сост.: Л. В. Егорова, Т. Е. Каратеева. — Вологда : ВГПУ, 2011-. — Ч. 2: История русских переводов: XVIII — середина XX в. — 2011. ISBN 978-5-87822-465-9
- Горбунов А. Н. К истории русского «Гамлета» // Шекспир У. Гамлет. Избранные переводы: Сб. Сост., предисл. и коммент. А. Н. Горбунова. М., 1985. С. 7—26.
- Пешков И. В. Кто там, или Что случилось со временем в шекспировском Гамлете: Об интертекстуальности в русских переводах «Гамлета». К постановке проблемы // Бахтин в Саранске: документы, материалы, исследования. Вып. II—III. Саранск, 2006. С. 74—110.
- Поплавский В. Р. «Гамлет» на русском языке: два века переводческой традиции // Шекспировские штудии VIII: проблемы перевода : материалы заседания Шекспировской комиссии РАН 29 февраля 2008 г. : сб. науч. трудов. / отв. ред. Н. В. Захаров, Вл. А. Луков ; Моск. гуманит. ун-т, Ин-т гуманит. исследований М. : Изд-во Моск. гуманит. ун-та, 2008. 91 с. С. 18-40
- Поплавский В. Р. «Гамлет» в переводе Пастернака: становление метода // Russian Literature. 2015. Vol. LXXVIII. No. III/IV. С. 787—812.
- Чекалов И. И. Переводы «Гамлета» М. Лозинским, А. Радловой и Б. Пастернаком в оценке советской критики 30-х годов. В сб.: Шекспировские чтения 1990. М.: Наука, 1990. С. 182—183.
- Чушкин H. Н. . Гамлет — Качалов. Из сценической истории «Гамлета» Шекспира. М., «Искусство», 1966.
- Корней Чуковский. «Высокое искусство».
- Semenenko Aleksei. Hamlet the sign: Russian translations of Hamlet and literary canon formation. — Stockholm, 2007[8].

## Комментарии
1. 1 2  В данном разделе переводы причисляются к «любительским», если их автор, например: а) не получил профессионального филологического или сходного образования; б) не является профессиональным поэтом, литератором, с высокой репутацией и большим количеством публикаций, пользующихся известностью; в) его перевод не признан и не обсуждается другими шекспироведами, например, на конференциях; г) он охарактеризован подобным образом профессиональными литературными критиками; д) перевод не использовался в какой-либо сценической постановке; е) наличие публикации на бумаге не является важным критерием в связи с дешевизной данной услуги в XXI веке и исчезновением государственной цензуры печати, однако публикация текста только в интернете — все-таки негативный репутационный фактор; ж) публикация на бумаге только в формате «печать по требованию».
2. ↑  Пронумерованы полные переводы (созданные до 1991 года).
3. ↑  В 2011 году шекспировед Виталий Поплавский поставил «Гамлета» в интерпретации Висковатова в студенческом театре. Спектакль получил название «Полоний».
4. ↑  С восхищением высказывался об этом переводе шекспировед Д. М. Урнов:

… были чудные удачи, вроде «Гамлета», переведённого Полевым. Он и убрал порядочно, и «своего» понаписал, но сделал это талантливо, мощно, с напором. Вспомните хоть это: «За человека странно мне!» Там было в чём блистать Каратыгину и Мочалову.— Курбатов В. Я. Подорожник. — Иркутск: Издатель Сапронов, 2006. — 416 с. — С. 166.
5. ↑  Дмитрий Аверкиев в своем предисловии к переводу «Гамлета» в 1895 году пишет: «Въ самомъ дѣлѣ, изо всѣхъ переводовъ Гамлета доселѣ полнымъ правомъ гражданства пользуется переводъ Полеваго, сдѣланный уже болѣе пятидесяти лѣтъ назадъ, при литературныхъ обстоятельствахъ, далеко не похожихъ на наши, при иномъ взглядѣ на Шекспира, при иномъ его пониманiи и при иныхъ задачахъ театра. Были попытки вытѣснить переводъ Полеваго со сцены, но онѣ никогда не увѣнчивалась полнымъ и прочнымъ успѣхомъ; театръ черезъ болѣе или менѣе значительный промежутокъ снова возвращался къ Полевому. Недостатки перевода Полеваго общеизвѣстны: онъ часто не точенъ, съ произвольными сокращенiями, добавленiями и даже передѣлками (особенно въ IV актѣ); всѣ роли, кромѣ Гамлета, значительно обезцвѣчены и сокращены, — обстоятельство, свидѣтельствующее о дурной привычкѣ нашего театра обращать вниманiе не на пьесу, а на одну главную роль….» и т. д.
6. ↑  В романе «Пнин» Набоков пишет: «„… плыла и пела, пела и плыла…“ Конечно! Смерть Офелии! „Гамлет“! В добром старом русском переводе Андрея Кронеберга 1844 года, бывшем отрадой юности Пнина, и его отца и деда! И здесь, так же как в пассаже Костромского, присутствуют, как помнится, ивы и венки. Где бы, однако, это проверить как следует? Увы, „Гамлет“ Вильяма Шекспира не был приобретен мистером Тоддом, он отсутствовал в библиотеке вайнделлского колледжа, а сколько бы раз вы не выискивали что-либо в английской версии, вам никогда не приходилось встречать той или другой благородной, прекрасной, звучной строки, которая на всю жизнь врезалась в вашу память при чтении текста Кронеберга в великолепном издании Венгерова. Печально!»
7. ↑  Опубликовано под именем «А. М. Данилевский» без раскрытия инициалов, однако встречаются упоминания, что на самом деле это Данилевский, Григорий Петрович
8. ↑  Возможно, Сооронбай Джусуев (1925—2016), Народный поэт Киргизии
9. ↑  На сайте РГБ в карточке книги указано, что язык — русский, поэтому книга включена в список, однако, возможно, в карточку вкралась ошибка, и перевод выполнен на киргизский язык, использующий кириллицу
10. ↑  Далее переводы не нумеруются, учитывая сложность в различении в XXI веке любительских и профессиональных. Пометка «театр.» относится к поставленным на сцене, «детский» — к адаптированным переводам для обучения детей.
11. ↑  Виталий Нахимович Рапопорт (5 февраля 1937, Днепропетровск — 10 июня 2008, Кресскилл, Нью-Джерси) — русский писатель еврейского происхождения, автор работ на военно-историческую, экономическую и политическую тематику, а также поэт и переводчик. Окончил Институт стали (переводился из Днепропетровского металлургического), инженер-металлург, доменщик. Кандидат экономических наук (ИМЭМО, 1971). В 1980 году эмигрировал в США. Личная страница: lit.lib.ru/w/witalij_r/
12. ↑  Игорь Валентинович Пешков (род. 1957). Литературовед. Оксфордианец, доказывающий теорию авторства в книгах: «Автор „Гамлета“ оставил нам свою подпись», Лабиринт, 2011, ISBN 978-5-87604-211-8; «F1, или Книга доказательств. Теорема Шекспира как лемма авторства», М., 2017. ISBN 978-5-386-09803-2. Считает, что подлинный автор зашифровал свое имя в цифрах.
13. ↑  Андрей Александрович Пустогаров (род. 7 ноября 1961, Львов). Окончил Московский физико-технический институт, кандидат технических наук. Первая публикация в газете «Гуманитарный фонд» . Живёт в Москве. Член союза «Мастера литературного перевода». Поэт, переводчик (с украинского). Страница в «Журнальном зале».
14. ↑  Анатолий Рафаилович Агроскин (р. 3 января 1957, Ленинград). В 1979 году окончил Ленинградский политехнический институт по специальности «физико-химические исследования металлургических процессов». Со студенческих лет принимает участие в деятельности Народного театра «Глагол» Санкт-Петербургского государственного политехнического университета, где сыграл ряд ролей. Также сыграл несколько эпизодических ролей в кино. Пишет стихи, переводит. Около двадцати лет проработал в лаборатории коррозии Центрального научно-исследовательского института материалов, кандидат химических наук. В настоящее время работает ведущим специалистом в частной коммерческой фирме. (Источник Архивная копия от 2 января 2020 на Wayback Machine)
15. ↑  Валерий Зосимович Ананьин (род. 20.08.1941, Медвежьегорск). В 1967 окончил филфак Петрозаводского ГУ. Много лет работал на Карельском ТВ. Заслуженный работник культуры Карелии. Преподаватель, журналист, поэт, переводчик (сонеты Шекспира, «Охота на Снарка» Л. Кэрролла, стихи Э. По и др.). (Источник Архивная копия от 2 января 2020 на Wayback Machine)
16. ↑  Отари Захарович Кандауров (р. 1937, Кемерово) — художник, культуролог, эзотерик. В советское время участвовал в выставках нонконформистов.
17. ↑  Андрей А. Корчевский (род. 1966, Казахстан). Биолог, проживает в США, штат Колорадо. Кандидат физико-математических и доктор биологических наук. Поэт. (Источник)
18. ↑  Валентин Станиславович Герман (р. 1939, Краснодар). Воронежский институт искусств, декан театрального факультета. Автор книги «Портрет Шекспира, или Личное дело Френсиса Бэкона». Арт-Хаус Медиа, 2008 г.; «История как процесс, или От чего и к чему мы идем», У Никитских ворот, 2013. (Источник Архивная копия от 2 января 2020 на Wayback Machine)
19. ↑  Алексей Борисович Козлов (род. 12 мая 1959 года). Согласно автобиографии на Ридеро: Архитектор, художник, писатель. Работал в издательствах художественным редактором. Автор исторической сатиры «Супернестор», романов «Лихтенвальд из Сан-Репы», «Город Нежнотрахов», «Великие мормонские трусы», «Ах, Уилли!», «Золотая крыса», поэм «Золушка и король», «Мадам Помпадур в Москве», переводов Шекспира «Гамлет» и «Король Лир», народной английской поэзии «Одноглазый Фриц», мемуаров «Железный крест» и других.
20. ↑  Александр Скальв (р.1956) — псевдоним Александра Скворцова. Проживает в Новосибирске. Образование высшее, техническое. Персональный сайт https://www.skallv.ru/ Архивная копия от 2 января 2022 на Wayback Machine Страницы https://proza.ru/avtor/skallv1 Архивная копия от 2 января 2022 на Wayback Machine https://stihi.ru/avtor/skvortsov&s=50&book=14 Архивная копия от 2 января 2022 на Wayback Machine
21. ↑  Кирилл Алексеевич Шатилов (р. 1967) — преподаватель английского языка, автор учебных пособий и книг фэнтези. «поэт, переводчик, путешественник, создатель сайта best-repetitor.jimdo.com о тонкостях английского языка» (Источник: страница писателя на Ридеро). Образование: МГУ (1984—1991), филологический факультет, романо-германское отделение, специализация — датский язык и литература. Внук писателя Бориса Александровича Шатилова (1896—1955) Архивная копия от 27 февраля 2023 на Wayback Machine, сын диктора Анны Шатиловой.
22. ↑  Иван Николаевич Диденко (р. 1974, Ленинград) Актёр, режиссёр, автор проекта «Режиссёрский разбор». В 1996 году окончил Санкт-Петербургскую государственную академию театрального искусства (курс И. Б. Малочевской), а также аспирантуру по специальности «режиссура». Снимался в фильмах и сериалах под фамилиями «Иван Кузьмин», «Иван Травяников-Диденко». Работал на радио (ди-джей и телеведущий), конферансье в Санкт-Петербургском «Шоу-Холле Атмосфера», ведущим шоу-программ. Преподает сценическую речь и актёрское мастерство.
23. ↑  Николай Николаевич Самойлов (род. 11 февраля 1947 года). Работал программистом, начальником бюро программирования, затем директором леспромхоза в республике Коми. Согласно автобиографии на сайте стихи.ру, его перевод «Сонетов» Шекспира и «Гамлета» является лучшим. О себе также пишет: «Второго такого сегодня нет, претендент на книгу Гиннеса». Личные страницы https://stihi.ru/avtor/nik47 Архивная копия от 2 января 2022 на Wayback Machine https://proza.ru/2021/01/28/573 Архивная копия от 2 января 2022 на Wayback Machine
24. ↑  Ростислав Владимирович Орел (род. 5 октября 1966 года). Актёр театра «Русская антреприза» имени Андрея Миронова.
25. ↑  В 2024 году в журнале «Новый мир» был опубликован перевод V акта; в 2025 году вышло полное издание перевода.